# Maha Vir Chakra
La Maha Vir Chakra (MVC) (littéralement grande médaille de guerrier) est la deuxième plus haute décoration militaire en Inde après le Param Vir Chakra. Elle est décernée pour des actes de bravoure remarquables en présence de l'ennemi, que ce soit sur terre, en mer ou dans les airs. Elle a remplacé le British Distinguished Service Order (DSO). La médaille peut être décernée à titre posthume.

## Aspect
La médaille est en argent standard et est de forme circulaire. En relief sur l'avers figure une étoile héraldique à cinq pointes avec pièce centrale circulaire portant l'emblème de l'Inde au centre. Les mots "Mahavira Chakra" sont en relief en devanagari et en anglais au revers, avec deux fleurs de lotus au milieu. La décoration est portée sur la gauche de la poitrine avec un ruban de 3,2 cm divisé en 2 moitiés, une partie blanche et une partie orange. La partie orange est près de l'épaule gauche.

## Histoire
Plus de 218 actes de bravoure et de courage désintéressé ont été reconnus et ont justifié l'attribution de la médaille depuis sa création. Le plus grand nombre de MVC décernés en un seul conflit eu lieu lors de la guerre indo-pakistanaise de 1971, lorsque onze décorations furent attribuées à l'Indian Air Force.

## Barrettes sur la MVC
Il était prévu dès l'origine d'attribuer une barrette supplémentaire pour une seconde attribution de la médaille Maha Vir Chakra. Les deux premières furent décernés en 1965. À ce jour, il y a six double décorations :
| # | Rang                 | Nom                    | Date du premier prix | Date du deuxième prix |
| - | -------------------- | ---------------------- | -------------------- | --------------------- |
| 1 | Commandant de l'aile | Jag Mohan Nath         | 1er janvier 1962     | 1er septembre 1965    |
| 2 | Major général        | Rajinder Singh Sparrow | 19 mars 1948         | 6 septembre 1965      |
| 3 | Général              | Arun Shridhar Vaidya   | 16 septembre 1965    | 5 décembre 1971       |
| 4 | Commandant de l'aile | Padmanabha Gautam      | 6 septembre 1965     | 5 décembre 1971       |
| 5 | Colonel              | Chewang Rinchen        | 1er juillet 1948     | 8 décembre 1971       |
| 6 | Brigadier            | Sant Singh             | 2 novembre 1965      | 2 janvier 1972        |

Il n'y a eu aucune triple attribution de la VMC à ce jour.
L'attribution de la décoration entraîne le droit d'utiliser MVC comme abréviation post-nominale.

## Liste des décorés
Les décorés de la Mahavir Chakra sont, :
| #   | Rank                     | Name                                | Operation/War                    | Date of Award |
| --- | ------------------------ | ----------------------------------- | -------------------------------- | ------------- |
| 1   | Lieutenant Colonel       | Dewan Ranjit Rai                    | 1947 Indo Pak Kashmir War        | 27-Oct-1947   |
| 2   | Sepoy                    | Dewan Singh                         | 1947 Indo Pak Kashmir War        | 03-Nov-1947   |
| 3   | Naik                     | Chand Singh                         | 1947 Indo Pak Kashmir War        | 22-Nov-1947   |
| 4   | Subedar                  | Bishan Singh                        | 1947 Indo Pak Kashmir War        | 12-Dec-1947   |
| 5   | Jemadar                  | Nand Singh                          | 1947 Indo Pak Kashmir War        | 12-Dec-1947   |
| 6   | Civilian                 | Ram Chander                         | 1947 Indo Pak Kashmir War        | 18-Dec-1947   |
| 7   | Major                    | Yadunath Singh                      | 1948 Operation Polo, Hyderabad   | 01-Jan-1948   |
| 8   | Lieutenant Colonel       | IJS Butalia                         | 1948 Operation Polo, Hyderabad   | 01-Jan-1948   |
| 9   | Lieutenant Colonel       | Khushal Chand                       | 1948 Operation Polo, Hyderabad   | 01-Jan-1948   |
| 10  | Brigadier                | Mohammad Usman                      | 1948 Operation Polo, Hyderabad   | 01-Jan-1948   |
| 11  | Lt General               | Manmohan Khanna                     | 1948 Operation Polo, Hyderabad   | 01-Jan-1948   |
| 12  | Brigadier                | Rajinder Singh                      | 1948 Operation Polo, Hyderabad   | 01-Jan-1948   |
| 13  | Lieutenant Colonel       | Thakur Prithi Chand                 | 1948 Operation Polo, Hyderabad   | 01-Jan-1948   |
| 14  | Major                    | Annavi Krishnaswamy Ramaswamy       | 1948 Operation Polo, Hyderabad   | 16-Jan-1948   |
| 15  | Sepoy                    | Man Singh                           | 1948 Operation Polo, Hyderabad   | 25-Jan-1948   |
| 16  | Havildar                 | Daya Ram                            | 1948 Operation Polo, Hyderabad   | 06-Feb-1948   |
| 17  | Colonel                  | Kishan Singh Rathore                | 1948 Operation Polo, Hyderabad   | 06-Feb-1948   |
| 18  | Sub Major (Hony Captain) | Krishna Sonawale                    | 1948 Operation Polo, Hyderabad   | 06-Feb-1948   |
| 19  | Major                    | Sardar Malkiat Singh Brar           | 1948 Operation Polo, Hyderabad   | 08-Feb-1948   |
| 20  | Major                    | Satyapal Chopra                     | 1948 Operation Polo, Hyderabad   | 15-Mar-1948   |
| 21  | Lieutenant Colonel       | Hari Chand                          | 1948 Operation Polo, Hyderabad   | 17-Mar-1948   |
| 22  | Sepoy                    | Hari Singh                          | 1948 Operation Polo, Hyderabad   | 17-Mar-1948   |
| 23  | Subedar                  | Gurdial Singh                       | 1948 Operation Polo, Hyderabad   | 18-Mar-1948   |
| 24  | Major General            | Rajindar Singh Sparrow              | 1948 Operation Polo, Hyderabad   | 19-Mar-1948   |
| 25  | Brigadier                | Arvind Nilkanth Jatar               | 1948 Rajauri, Jammu & Kashmir    | 08-Apr-1948   |
| 26  | Naik                     | Sis Pal Singh                       | 1948 Operation Polo, Hyderabad   | 09-Apr-1948   |
| 27  | Rfn                      | Dhonkal Singh                       | 1948 Operation Polo, Hyderabad   | 30-Apr-1948   |
| 28  | Lieutenant Colonel       | Kaman Singh                         | 1948 Operation Polo, Hyderabad   | 18-May-1948   |
| 29  | Jemadar                  | Lal Bahadur Khattri                 | 1948 Operation Polo, Hyderabad   | 18-May-1948   |
| 30  | Jemadar                  | Hardev Singh                        | 1948 Operation Polo, Hyderabad   | 24-May-1948   |
| 31  | Naik                     | Nar Singh                           | 1948 Operation Polo, Hyderabad   | 31-May-1948   |
| 32  | Naik                     | Raju                                | 1948 Operation Polo, Hyderabad   | 11-Jun-1948   |
| 33  | Subedar                  | Chuna Ram                           | 1948 Operation Polo, Hyderabad   | 15-Jun-1948   |
| 34  | Civilian Porter          | Mohd Ismail                         | 1948 Operation Polo, Hyderabad   | 23-Jun-1948   |
| 35  | Sepoy                    | Amar Singh                          | 1948 Operation Polo, Hyderabad   | 25-Jun-1948   |
| 36  | Major                    | Chewang Rinchen                     | 1947 Indo Pak Kashmir War        | 01-Jul-1948   |
| 37  | Naik                     | Pritam Singh                        | 1948 Operation Polo, Hyderabad   | 03-Jul-1948   |
| 38  | Jemadar                  | Sampooran Singh                     | 1948 Operation Polo, Hyderabad   | 06-Jul-1948   |
| 39  | Brigadier                | Sher Jung Thapa                     | The Hero of Skardu               | 14-Aug-1948   |
| 40  | Sub (Hony Captain)       | Fateh Singh                         | 1948 Operation Polo, Hyderabad   | 14-Sep-1948   |
| 41  | Lieutenant Colonel       | Harbans Singh Virk                  | 1948 Operation Polo, Hyderabad   | 16-Sep-1948   |
| 42  | Lt General               | Anil Krishna Barat                  | 1948 Operation Polo, Hyderabad   | 25-Sep-1948   |
| 43  | Lance Naik               | Rabi Lal Thapa                      | 1948 Operation Polo, Hyderabad   | 27-Sep-1948   |
| 44  | Lieutenant Colonel       | Dharam Singh                        | 1948 Operation Polo, Hyderabad   | 08-Nov-1948   |
| 45  | Major General            | Anant Singh Pathania                | 1948 Operation Polo, Hyderabad   | 14-Nov-1948   |
| 46  | Havildar                 | Ram Parsad Gurung                   | 1948 Operation Polo, Hyderabad   | 15-Nov-1948   |
| 47  | Jemadar                  | Lal Singh                           | 1948 Operation Polo, Hyderabad   | 15-Nov-1948   |
| 48  | Brigadier                | Kanhya Lal Atal                     | 1948 Operation Polo, Hyderabad   | 23-Nov-1948   |
| 49  | Captain                  | Dara Dinshaw Mistry                 | 1948 Operation Polo, Hyderabad   | 15-Dec-1948   |
| 50  | Air Commodore            | Mehar Singh                         | 1947 Indo Pak Kashmir War        | 26-Jan-1950   |
| 51  | Air Marshal              | Minoo Merwan Engineer               | 1947 Indo Pak Kashmir War        | 26-Jan-1950   |
| 52  | Wing Commander           | SB Noronha                          | 1951 Operation Tomahawk          | 26-Jan-1950   |
| 53  | Lieutenant Colonel       | AG Rangaraj                         | 1947 Indo Pak Kashmir War        | 24-Mar-1951   |
| 54  | Colonel                  | Nirod Baran Banerjee                | 1961 Operation Vijay, Goa        | 29-Mar-1951   |
| 55  | Air Chief Marshal        | Hrushikesh Moolgavkar               | 1961 Operation Vijay, Goa        | 08-Dec-1951   |
| 56  | Lance Naik               | Ran Bahadur Gurung                  | 1962 Operation Leg Horn          | 06-Dec-1961   |
| 57  | Naik                     | Mahabir Thapa                       | 1962 Operation Leg Horn          | 16-Dec-1961   |
| 58  | Wing Commander           | Jag Mohan Nath                      | 1962 Operation Leg Horn          | 01-Jan-1962   |
| 59  | Naik                     | Chain Singh                         | 1962 Operation Leg Horn          | 10-Oct-1962   |
| 60  | Subedar                  | Kanshi Ram                          | 1962 Operation Leg Horn          | 10-Oct-1962   |
| 61  | Havildar                 | Saroop Singh                        | 1962 Operation Leg Horn          | 19-Oct-1962   |
| 62  | Lieutenant Colonel       | Bhagwan Dutt Dogra                  | 1962 Operation Leg Horn          | 20-Oct-1962   |
| 63  | Second lieutenant        | Gopalkrishna Venkatesa Prasanna Rao | 1962 Operation Leg Horn          | 20-Oct-1962   |
| 64  | Lieutenant Colonel       | Gurdial Singh                       | 1962 Operation Leg Horn          | 20-Oct-1962   |
| 65  | Captain                  | Mahabir Prasad                      | 1962 Operation Leg Horn          | 20-Oct-1962   |
| 66  | Major                    | Mahander Singh Chaudhary            | 1962 Operation Leg Horn          | 20-Oct-1962   |
| 67  | Lieutenant Colonel       | Sardul Singh Randhawa               | 1962 Operation Leg Horn          | 20-Oct-1962   |
| 68  | Brigadier                | Sher Pratap Singh Shrikent          | 1962 Operation Leg Horn          | 20-Oct-1962   |
| 69  | Subedar                  | Sonam Stobdan                       | 1962 Operation Leg Horn          | 20-Oct-1962   |
| 70  | General                  | Tapishwar Narain Raina              | 1962 Operation Leg Horn          | 20-Oct-1962   |
| 71  | Nb Sub (Hony Sub)        | Rabi Lal Thapa                      | 1962 Operation Leg Horn          | 21-Oct-1962   |
| 72  | Colonel                  | Ajit Singh                          | 1962 Operation Leg Horn          | 22-Oct-1962   |
| 73  | Major General            | Bejoy Mohan Bhattacharjea           | 1962 Operation Leg Horn          | 25-Oct-1962   |
| 74  | Sepoy                    | Kewal Singh                         | 1962 Operation Leg Horn          | 26-Oct-1962   |
| 75  | Havildar                 | Satigian Phunchok                   | 1962 Operation Leg Horn          | 27-Oct-1962   |
| 76  | Jemadar                  | Ishe Tundup                         | 1962 Operation Leg Horn          | 27-Oct-1962   |
| 77  | Rfn                      | Jaswant Singh Rawat                 | 1962 Operation Leg Horn          | 17-Nov-1962   |
| 78  | Major                    | Shyamal Dev Goswamy                 | 1965 Operation Ablaze            | 18-Nov-1962   |
| 79  | Lieutenant               | Ved Prakash Trehan                  | 1965 Operation Ablaze            | 29-Dec-1962   |
| 80  | Major General            | Sushil Kumar Mathur                 | 1965 Operation Ablaze            | 15-Apr-1965   |
| 81  | Major                    | Baljit Singh Randhawa               | 1965 Operation Ablaze            | 17-May-1965   |
| 82  | Captain                  | Chander Narain Singh                | 1965 Operation Ablaze            | 05-Aug-1965   |
| 83  | Major General            | Sarup Singh Kalaan                  | 1965 Operation Ablaze            | 05-Aug-1965   |
| 84  | Lt General               | Ram Dharam Dass Hira                | 1965 Operation Ablaze            | 05-Aug-1965   |
| 85  | Lt General               | Zorawar Chand Bakshi                | 1965 Operation Ablaze            | 05-Aug-1965   |
| 86  | Colonel                  | Gurbans Singh Sangha                | 1965 Operation Riddle            | 15-Aug-1965   |
| 87  | Lt General               | Ranjit Singh Dyal                   | 1965 Operation Riddle            | 25-Aug-1965   |
| 88  | Major                    | Bhaskar Roy                         | 1965 Operation Riddle            | 01-Sep-1965   |
| 89  | Wing Commander           | Jag Mohan Nath                      | 1965 Operation Riddle            | 01-Sep-1965   |
| 90  | Air Commodore            | William Mac Donald Goodman          | 1965 Operation Riddle            | 01-Sep-1965   |
| 91  | Subedar                  | Ajit Singh                          | 1965 Operation Riddle            | 06-Sep-1965   |
| 92  | Brigadier                | Desmond Hayde                       | 1965 Operation Riddle            | 06-Sep-1965   |
| 93  | Major                    | Gen Gurbaksh Singh                  | 1965 Operation Riddle            | 06-Sep-1965   |
| 94  | Major                    | Gen Rajindar Singh Sparrow          | 1965 Operation Riddle            | 06-Sep-1965   |
| 95  | Lt General               | Har Krishen Sibal                   | 1965 Operation Riddle            | 06-Sep-1965   |
| 96  | Lt General               | Khem Karan Singh                    | 1965 Operation Riddle            | 06-Sep-1965   |
| 97  | Lieutenant Colonel       | Narindera Nath Khanna               | 1965 Operation Riddle            | 06-Sep-1965   |
| 98  | Wing Commander           | Padmanabha Gautam                   | 1965 Operation Riddle            | 06-Sep-1965   |
| 99  | Air Marshal              | Prem Pal Singh                      | 1965 Operation Riddle            | 06-Sep-1965   |
| 100 | Brigadier                | Raghubir Singh                      | 1965 Operation Riddle            | 07-Sep-1965   |
| 101 | Lieutenant Colonel       | Harbans Lal Mehta                   | 1965 Operation Riddle            | 08-Sep-1965   |
| 102 | Nb Sub (Hony Sub)        | Naubat Ram                          | 1965 Operation Riddle            | 08-Sep-1965   |
| 103 | Brigadier                | Thomas Krishnan Theogaraj           | 1965 Operation Riddle            | 08-Sep-1965   |
| 104 | Major                    | Gen Mohindar Singh                  | 1965 Operation Riddle            | 09-Sep-1965   |
| 105 | Brigadier                | Sampuran Singh                      | 1965 Operation Ablaze            | 09-Sep-1965   |
| 106 | Major General            | Salim Caleb                         | 1965 Operation Riddle            | 10-Sep-1965   |
| 107 | Major General            | Madan Mohan Singh Bakshi            | 1965 Operation Riddle            | 11-Sep-1965   |
| 108 | General                  | Arun Shridhar Vaidya                | 1965 Operation Riddle            | 16-Sep-1965   |
| 109 | Major                    | Asaram Tyagi                        | 1965 Operation Ablaze            | 21-Sep-1965   |
| 110 | Captain                  | Kapil Singh Thapa                   | 1965 Operation Riddle            | 21-Sep-1965   |
| 111 | Brigadier                | Pagadala Kuppuswamy Nandagopal      | 1965 Operation Riddle            | 28-Sep-1965   |
| 112 | Subedar                  | Tika Bahadur Thapa                  | 1965 Operation Riddle            | 30-Sep-1965   |
| 113 | Major                    | Bhupinder Singh                     | 1965 Operation Riddle            | 11-Oct-1965   |
| 114 | Naik                     | Darshan Singh                       | 1965 Operation Riddle            | 02-Nov-1965   |
| 115 | Captain                  | Gautam Mubayi                       | 1965 Operation Riddle            | 02-Nov-1965   |
| 116 | Brigadier                | Sant Singh                          | 1965 Operation Riddle            | 02-Nov-1965   |
| 117 | Major                    | Harbhajan Singh                     | 1965 Operation Riddle            | 11-Sep-1967   |
| 118 | Brigadier                | Rai Singh                           | 1971 Operation Cactus-Lilly      | 11-Sep-1967   |
| 119 | Lieutenant Colonel       | Mahatam Singh                       | 1971 Operation Cactus-Lilly      | 01-Oct-1967   |
| 120 | Lt General               | Anand Sarup                         | 1971 Operation Cactus-Lilly      | 01-Jan-1971   |
| 121 | Brigadier                | Arun Bhimrao Harolikar              | 1971 Operation Cactus-Lilly      | 01-Jan-1971   |
| 122 | Major General            | Anthony Harold Edward Michigan      | 1971 Operation Cactus-Lilly      | 01-Jan-1971   |
| 123 | Major General            | Hardev Singh Kaler                  | 1971 Operation Cactus-Lilly      | 01-Jan-1971   |
| 124 | Captain                  | Mohan Narayan Rao Samant            | 1971 Operation Cactus-Lilly      | 01-Jan-1971   |
| 125 | Brigadier                | Rajkumar Singh                      | 1971 Operation Cactus-Lilly      | 01-Jan-1971   |
| 126 | Lieutenant Colonel       | Surinder Kapur                      | 1971 Operation Cactus-Lilly      | 01-Jan-1971   |
| 127 | Lance Naik               | Ram Ugrah Pandey                    | 1971 Operation Cactus-Lilly      | 24-Nov-1971   |
| 128 | Sepoy                    | Ansuya Prasad                       | 1971 Operation Cactus-Lilly      | 30-Nov-1971   |
| 129 | Rfn                      | Pati Ram Gurung                     | 1971 Operation Cactus-Lilly      | 30-Nov-1971   |
| 130 | Major                    | Gen Shamsher Singh                  | 1971 Operation Cactus-Lilly      | 01-Dec-1971   |
| 131 | Vice Admiral             | Swaraj Parkash                      | 1971 Operation Cactus-Lilly      | 01-Dec-1971   |
| 132 | Major                    | Anup Singh Gahlaut                  | 1971 Operation Cactus-Lilly      | 03-Dec-1971   |
| 133 | Brigadier                | Basdev Singh Mankotia               | 1971 Operation Cactus-Lilly      | 03-Dec-1971   |
| 134 | Major General            | Anant Vishwanath Natu               | 1971 Operation Cactus-Lilly      | 03-Dec-1971   |
| 135 | Major General            | Kashmiri Lal Rattan                 | 1971 Operation Cactus-Lilly      | 03-Dec-1971   |
| 136 | Major General            | Prem Kumar Khanna                   | 1971 Operation Cactus-Lilly      | 03-Dec-1971   |
| 137 | Lieutenant Colonel       | Jaivir Singh                        | 1971 Operation Cactus-Lilly      | 03-Dec-1971   |
| 138 | Air Vice-Marshal         | Vidya Bhushan Vasisht               | 1971 Operation Cactus-Lilly      | 03-Dec-1971   |
| 139 | Group Captain            | Allan Albert D’Costa                | 1971 Operation Cactus-Lilly      | 04-Dec-1971   |
| 140 | Sub Major (Hony Captain) | Bir Bahadur Pun                     | 1971 Operation Cactus-Lilly      | 04-Dec-1971   |
| 141 | Commodore                | Kasargod Patnashetti Gopal Rao      | 1971 Operation Cactus-Lilly      | 04-Dec-1971   |
| 142 | General                  | Arun Shridhar Vaidya                | 1971 Operation Cactus-Lilly      | 05-Dec-1971   |
| 143 | Commodore                | Babru Bahan Yadav                   | 1971 Operation Trident           | 05-Dec-1971   |
| 144 | Captain                  | Devinder Singh Ahlawat              | 1971 Operation Cactus-Lilly      | 05-Dec-1971   |
| 145 | Lt General               | Krishnaswamy Gowri Shankar          | 1971 Operation Cactus-Lilly      | 05-Dec-1971   |
| 146 | Brigadier                | Kuldip Singh Chandpuri              | 1971 Operation Cactus-Lilly      | 05-Dec-1971   |
| 147 | Brigadier                | Narinder Singh Sandhu               | 1971 Operation Cactus-Lilly      | 05-Dec-1971   |
| 148 | Wing Commander           | Padmanabha Gautam                   | 1971 Operation Cactus-Lilly      | 05-Dec-1971   |
| 149 | Air Marshal              | Ravinder Nath Bhardwaj              | 1971 Operation Cactus-Lilly      | 05-Dec-1971   |
| 150 | Lieutenant Colonel       | Sawai Bhawani Singh                 | 1971 Operation Cactus-Lilly      | 05-Dec-1971   |
| 151 | Lt General               | Joginder Singh Gharaya              | 1971 Operation Cactus-Lilly      | 06-Dec-1971   |
| 152 | Brigadier                | Kailash Prasad Pande                | 1971 Operation Cactus-Lilly      | 06-Dec-1971   |
| 153 | Brigadier                | Mohindar Lal Whig                   | 1971 Operation Cactus-Lilly      | 06-Dec-1971   |
| 154 | Sepoy                    | Pandurang Salunkhe                  | 1971 Operation Cactus-Lilly      | 06-Dec-1971   |
| 155 | Air Vice-Marshal         | Chandan Singh                       | 1971 Operation Cactus-Lilly      | 07-Dec-1971   |
| 156 | Major                    | Gen Chittoor Venugopal              | 1971 Operation Cactus-Lilly      | 07-Dec-1971   |
| 157 | Lt General               | Joginder Singh Bakshi               | 1971 Operation Cactus-Lilly      | 07-Dec-1971   |
| 158 | Sub Major                | Mohinder Singh                      | 1971 Operation Cactus-Lilly      | 07-Dec-1971   |
| 159 | Major                    | Chewang Rinchen                     | 1971 Operation Cactus-Lilly      | 08-Dec-1971   |
| 160 | P/O                      | Chiman Singh                        | 1971 Operation Cactus-Lilly      | 08-Dec-1971   |
| 161 | Commander                | Joseph Pius Alfred Noronha          | 1971 Operation Cactus-Lilly      | 08-Dec-1971   |
| 162 | Brigadier                | Udai Singh Bhati (details here)     | 1971 Operation Cactus-Lilly      | 08-Dec-1971   |
| 163 | Captain                  | Mahendra Nath Mulla                 | 1971 Operation Cactus-Lilly      | 09-Dec-1971   |
| 164 | Naik                     | Sugan Singh                         | 1971 Operation Cactus-Lilly      | 09-Dec-1971   |
| 165 | Brigadier                | Rattan Nath Sharma                  | 1971 Operation Cactus-Lilly      | 10-Dec-1971   |
| 166 | Major                    | Gen Harish Chandra Pathak           | 1971 Operation Cactus-Lilly      | 11-Dec-1971   |
| 167 | Major                    | Kulwant Singh Pannu                 | 1971 Operation Cactus-Lilly      | 11-Dec-1971   |
| 168 | Brigadier                | Sukhjit Singh                       | 1971 Operation Cactus-Lilly      | 11-Dec-1971   |
| 169 | Major                    | Vijay Rattan Choudhry               | 1971 Operation Cactus-Lilly      | 11-Dec-1971   |
| 170 | Lance Naik               | Drig Pal Singh                      | 1971 Operation Cactus-Lilly      | 13-Dec-1971   |
| 171 | Captain                  | Pradip Kumar Gour                   | 1971 Operation Cactus-Lilly      | 14-Dec-1971   |
| 172 | Brigadier                | Amarjit Singh Bal                   | 1971 Operation Cactus-Lilly      | 15-Dec-1971   |
| 173 | Sub Major (Hony Captain) | Thomas Phillopose                   | 1971 Operation Cactus-Lilly      | 15-Dec-1971   |
| 174 | Lieutenant Colonel       | Ved Prakash Ghai                    | 1971 Operation Cactus-Lilly      | 15-Dec-1971   |
| 175 | Lt General               | Hanut Singh                         | 1971 Operation Cactus-Lilly      | 16-Dec-1971   |
| 176 | Lt General               | Raj Mohan Vohra                     | 1971 Operation Cactus-Lilly      | 16-Dec-1971   |
| 177 | Captain                  | Shankar Rao Shankhapan Walkar       | 1971 Operation Cactus-Lilly      | 16-Dec-1971   |
| 178 | Air Vice-Marshal         | Cecil Vivian Parker                 | 1971 Operation Cactus-Lilly      | 17-Dec-1971   |
| 179 | Air Commodore            | Harcharan Singh Mangat              | 1971 Operation Cactus-Lilly      | 17-Dec-1971   |
| 180 | Air Vice-Marshal         | Madhavendra Banerji                 | 1971 Operation Cactus-Lilly      | 17-Dec-1971   |
| 181 | Major                    | Malkiat Singh                       | 1971 Operation Cactus-Lilly      | 17-Dec-1971   |
| 182 | Group Captain            | Man Mohan Bir Singh Talwar          | 1971 Operation Cactus-Lilly      | 17-Dec-1971   |
| 183 | Air Commodore            | Ramesh Sakharam Benegal             | 1971 Operation Cactus-Lilly      | 17-Dec-1971   |
| 184 | Second Lieutenant        | Shamsher Singh Samra                | 1971 Operation Cactus-Lilly      | 17-Dec-1971   |
| 185 | Lance Naik               | Shanghara Singh                     | 1971 Operation Cactus-Lilly      | 17-Dec-1971   |
| 186 | Havildar                 | Dil Bahadur Chettri                 | 1971 Operation Cactus-Lilly      | 21-Dec-1971   |
| 187 | Rear Adm                 | Santosh Kumar Gupta                 | 1971 Operation Cactus-Lilly      | 21-Dec-1971   |
| 188 | Brigadier                | Vijay Kumar Berry                   | 1971 Operation Cactus-Lilly      | 28-Dec-1971   |
| 189 | Air Chief Marshal        | S. K. Kaul                          | 1971 Operation Cactus-Lilly      | 30-Dec-1971   |
| 190 | Subedar                  | Nar Bahadur Chhetri                 | 1971 Operation Cactus-Lilly      | 31-Dec-1971   |
| 191 | Colonel                  | Dharam Vir Singh                    | 1971 Operation Cactus-Lilly      | 01-Jan-1972   |
| 192 | Brigadier                | Sant Singh                          | 1971 Operation Cactus-Lilly      | 02-Jan-1972   |
| 193 | Major                    | Daljit Singh Narang                 | 1971 Operation Cactus-Lilly      | 20-Jan-1972   |
| 194 | Lt General               | Ved Prakash Airy                    | 1971 Operation Cactus-Lilly,     | 20-Jan-1972   |
| 195 | Asst Comdt               | Ram Krishna Wadhwa                  | 1971 Indo-Pak War-Raja Mohtam    | 10-Dec-1971   |
| 196 | Havildar                 | Nar Bahadur Ale                     | 1987 Operation Pawan, Sri Lanka  | 26-Jan-1987   |
| 197 | Nt                       | Prem Bahadur Gurung                 | 1987 Operation Pawan, Sri Lanka  | 26-Jan-1987   |
| 198 | Colonel                  | Krishna Gopal Chatterjee            | 1987 Operation Pawan, Sri Lanka  | 15-Aug-1987   |
| 199 | Lieutenant Colonel       | Puttichanda Somaiah Ganapathi       | 1987 Operation Pawan, Sri Lanka  | 16-Oct-1987   |
| 200 | Brigadier                | Manjit Singh                        | 1987 Operation Pawan, Sri Lanka  | 19-Oct-1987   |
| 201 | Captain                  | Arvind Singh                        | 1987 Operation Pawan, Sri Lanka  | 22-Jan-1988   |
| 202 | Squadron Leader          | Ajjamada B. Devaiah                 | 1987 Operation Pawan, Sri Lanka  | 26-Jan-1988   |
| 203 | Subedar                  | Sansar Chand                        | 1987 Operation Pawan, Sri Lanka  | 26-Jan-1988   |
| 204 | Lieutenant Colonel       | Inder Bal Singh Bawa                | 1984 Operation Meghdoot, Siachen | 02-Apr-1988   |
| 205 | Second Lieutenant        | Rajeev Sandhu                       | 1987 Operation Pawan, Sri Lanka  | 19-Jul-1988   |
| 206 | Captain                  | Pratap Singh                        | 1989 Siachen conflict            | 1989          |
| 207 | Colonel                  | Vijay Kumar Bakshi                  | Jammu and Kashmir                | 29-Mar-1989   |
| 208 | Captain                  | Anuj Nayyar                         | 1999 Operation Vijay, Kargil     | 01-Jan-1999   |
| 209 | Major                    | Balwan Singh                        | 1999 Operation Vijay, Kargil     | 01-Jan-1999   |
| 210 | Major                    | Rajesh Singh Adhikari               | 1999 Operation Vijay, Kargil     | 01-Jan-1999   |
| 211 | Lieutenant Colonel       | Sonam Wangchuk                      | 1999 Operation Vijay, Kargil     | 01-Jan-1999   |
| 212 | Captain                  | Keishing Clifford Nongrun           | 1999 Operation Vijay, Kargil     | 01-Jan-1999   |
| 213 | Naik                     | Digendra Kumar                      | 1999 Operation Vijay, Kargil     | 15-Aug-1999   |
| 214 | Captain                  | Neikezhakuo Kenguruse               | 1999 Operation Vijay, Kargil     | 15-Aug-1999   |
| 215 | Major                    | Padmapani Acharya                   | 1999 Operation Vijay, Kargil     | 15-Aug-1999   |
| 216 | Major                    | Vivek Gupta                         | 1999 Operation Vijay, Kargil     | 15-Aug-1999   |
| 217 | Nt                       | Imliakum Ao                         | 1999 Operation Vijay – Kargil    | 26-Jan-2000   |
| 218 | Captain                  | Gurjinder Singh Suri                | 1999 Operation Vijay – Kargil    | 01-Jan-2001   |